# The Hunter (videojuego)
theHunter, más conocido como The Hunter, es un juego de caza en línea de primera persona para juegos de computadora creado en marzo de 2009.
theHunter es un juego "free to play" para PC que recrea la caza de animales silvestres de una manera lo más realista posible, en una zona de mundo abierto llamada la Reserva de Caza Evergreen, basado originalmente en las islas y los alrededores del estado de Washington en los Estados Unidos., pero que ahora se ha ampliado para incluir áreas modeladas de Escandinavia, Alemania, Australia y el Este de Estados Unidos.. theHunter es desarrollado por Expansive Worlds.
El juego gratis cuenta con tres tipos de animales de objeto de caza (Conejo Europeo, el Ciervo de Cola Blanca y el Faisán), junto con un arma (el 0,243 Bolt Action Rifle). Los miembros pueden desbloquear a todos los animales comprando Licencias y Membresías para especies de animales específicos, junto con una variedad de armas, arcos y señuelos con los que cazarlos. Se planean más animales para futuras versiones del juego. 
Actualmente hay nueve (9) entornos jugables: Whitehart Island, Logger's Point, Settler Creeks, Redfeather Falls, Hirschfelden, Hemmeldal, Rougarou Bayou, Val-des-Bois y Bushrangers Run. Más animales y reservas de caza se desarrollaran de manera continua y se añadirán al juego.

## Desarrollo y Propiedad
theHunter fue desarrollado por primera vez en Reino Unido por Emote Games, junto con la corporación sueca Avalanche Studios. El 18 de febrero de 2010 Avalanche Studios ha anunciado la adquisición de los plenos derechos de "theHunter" que era propiedad de Emote Games. En relación con la adquisición del nuevo estudio de Expansive Worlds formada, actuará como la división de juegos en línea de avalanche y se continuará con el desarrollo de "theHunter".

## Jugabilidad
Para jugar, el jugador debe primero crear un personaje en la web del juego , que incluye herramientas de redes sociales y capacidades de mensajería para permitir a los jugadores conectarse y compartir experiencias en el juego. La creación de un personaje requiere seleccionar un avatar de la piscina de caras únicas, y la adición de un nombre único. Una vez que se crea un personaje y el tutorial completado, el jugador puede cazar libremente y activar las misiones y ganar uno de los dos tipos de moneda en el juego llamado $ gm.
Los jugadores deben usar la cubierta natural para evitar ser detectados por los animales en el juego. El Ciervo mula, Liebre Europea, y Conejo Cola blanca pueden cazar de forma gratuita, mientras que el Ciervo de cola blanca, Ciervo Cola Negra, Alce de Roosevelt, Pavo Salvaje, Coyote, Cerdo salvaje, Faisán, Oso Negro, Alce Canadiense, Jabalí, Corzo, Ciervo Rojo, Zorro Rojo, Oso Pardo, el Ánade Real, Ganso de Canadá, Renos, Ibice Alpino y Canguro Rojo pueden ser cazados por los abonados. Cada especie animal reacciona a diferentes estímulos de diferentes maneras. Detección de olor para los cuadrúpedos es su sentido más vivo, lo que significa que el jugador tiene que estar al tanto de la dirección del viento o el animal pudiera oler el olor del jugador y salir corriendo. Los jugadores también deben prestar especial atención al paisaje sonoro, atento a las señales sutiles que indican la presencia de animales en la localidad.
El centro del juego gira en torno a seguimiento y cosecha (asesinato) animales con las armas proporcionadas, aunque también se proporciona una cámara digital para aquellos que no desean a disparar con un arma de fuego o un arco. Los rastros de animales pueden ser encontrados e identificados con el "Huntermate" un dispositivo de GPS, como en el juego que identifica los rastros, excrementos, donde durmió el animal, rastros de sangre, y llamados de los animales.
theHunter también cuenta con elementos de RPG menores. Como jugadores de rastrear y localizar cada animal su habilidad en esa área mejora. Las habilidades de armas también pueden mejorarse al anotar los golpes exitosos en animales. Mejorar las habilidades de caza hace que los animales más fáciles de seguir, y un arma no sufrirá tanto "bamboleo" cuando se apunta.
Habilidades, misiones, y las estadísticas de caza son registrados por el juego y luego se muestran en la página de perfil del jugador en el sitio web, a pesar de que no se pueden ver mientras cazaba en el cliente de juego.

### Las especies de caza en las reservas
- Whitehart Island: Ciervo Cola Blanca, Ciervo Cola Negra, Alce de Roosevelt, Pavo Salvaje, Coyote
- Logger's Point: Ciervo Mula, Ciervo Cola Blanca, Cerdo Salvaje, Faisanes, Coyote, Conejo Cola Blanca, Lince
- Settler Creeks: Ciervo Cola Blanca, Alce de Roosevelt, Cerdo Salvaje, Oso Negro, Pavo Salvaje, Conejo Cola Blanca
- Redfeather Falls: Alce de Roosevelt, Alce Canadiense, Oso Negro, Ciervo Cola Blanca, Ciervo Cola Negra
- Hirschfelden: Ciervo Rojo, Corzo, Jabalí, Faisanes, Zorro Rojo, Ganso Canadiense
- Hemmeldal: Oso Pardo, Alce Canadiense, Corzo, Zorro Rojo, Reno
- Rougarou Bayou: Oso Negro, Cerdo Salvaje, Patos Silvestres, Ciervo Cola Blanca
- Val-Des-Bois: Ciervo Rojo, Corzo, Oso Pardo, Zorro Rojo, Ibice Alpino, Liebre Europea
- Bushranger's Run: Zorro Rojo, Liebre Europea, Cerdo Salvaje, Canguro Rojo

## Actualizaciones
Los Jugadores "Free-to-play" se limitaron inicialmente a su lanzamiento de Whitehart Island. Entonces a partir de mayo de 2011, la gran reserva de 2.3 millas cuadradas llamada Logger's Point, se hizo el punto de partida de "free-to-play". El acceso fue prohibido desde allí a la isla principal Whitehart, a menos que uno tenía una membresía de pago. A partir del 3 de junio de 2013 todas las reservas de caza pueden ser visitadas y jugadas por usuarios free-to-play del juego, pero ningún animal se puede disparar sin una licencia, excepto el Ciervo mula, la Liebre Europea, y el Conejo Cola blanca.
Multijugador fue lanzado el 3 de junio de 2013 y permite a los miembros completos tanto para albergar y se unan a los mapas con hasta 8 jugadores. Miembros gratuitos sólo pueden unirse multijugador si el anfitrión lo permite. También se ha lanzado una nueva serie de animaciones, junto con un nuevo modo de inventario, ropa nueva y algunos cambios menores. Incluso el sitio web ha sido objeto de un "restyling" completo.
En julio de 2013, el Zorro Rojo fue lanzado, seguido del Ánade Real en Rougarou Bayou, la reserva pantanosa.
El Ganso de Canadá fue el siguiente en la lista, el 27 de marzo de 2014, como Hirschfelden la primera reserva con seis especies y la primera con dos especies de aves de caza.
En septiembre de 2014 se añadió el Ibice Alpino en la nueva reserva de caza llamada Val-Des-Bois, como la primera presa de la familia de la cabra. La reserva marca el lanzamiento de la primera actividad nueva en el juego: escalada de cumbres. 
Dos especies de roedores, el Conejo Cola blanca y la Liebre Europea siguieron en pocos meses después. 
La siguiente y primera reserva desértica se dedica a la interior cálido y seco en el oeste de Australia llamada Bushranger's Run, con una nueva especie, el Canguro Rojo.
Los Venados cola blanca pueden tener una cornamenta tanto típica o atípica ya que la actualización de enero de 2015 introdujo esta característica.